# El Paraíso, San Pedro Pochutla
El Paraíso är en ort i Mexiko.   Den ligger i kommunen San Pedro Pochutla och delstaten Oaxaca, i den sydöstra delen av landet, 500 km sydost om huvudstaden Mexico City. El Paraíso ligger 373 meter över havet och antalet invånare är 107.
Terrängen runt El Paraíso är lite bergig, och sluttar söderut. Runt El Paraíso är det ganska tätbefolkat, med 60 invånare per kvadratkilometer. Närmaste större samhälle är Crucecita, 19,1 km sydost om El Paraíso. I omgivningarna runt El Paraíso växer i huvudsak lövfällande lövskog.